# Banat - Il viaggio
Banat - Il viaggio è un film del 2015 diretto da Adriano Valerio.

## Trama
Ivo, agronomo di Brindisi, si trasferisce a Bari ma non ha nessuna opportunità lavorativa inerente alla sua specializzazione. Accetta un'offerta di lavoro in Romania e si trasferisce nel Banato, assunto da agricoltori del luogo. Qui verrà raggiunto da Clara, restauratrice di barche, conosciuta appena prima di lasciare l'Italia.
I due intraprenderanno un viaggio alla riscoperta di se stessi che li porterà a scoprire nuovi orizzonti.

## Produzione
Elena Radonicich era davvero incinta di cinque mesi durante le riprese, quindi il regista ha cambiato parte della storia e ha adattato il personaggio all'attrice.